# 南昌起义南下部队指挥部旧址
南昌起义南下部队指挥部旧址，位于广东省汕头市金平区民权路95号，原为大埔会馆，1927年9月24日至9月30日中国共产党南昌起义南下部队曾在这里设立指挥部七日，故得名。2010年5月被列入第六批广东省文物保护单位。

## 历史
1927年8月1日中国共产党针对中国国民党的武力清党政策在江西南昌发动的武装起义，之后部队按计划撤离南昌，南下广东。当部队到达广东三河坝时，周恩来决定主力进击沿海的潮汕地区，目的是获得苏联共产国际海运的援助。9月24日，南昌起义南下部队进入汕头市，在市区中马路（现民权路）大埔会馆设立南昌起义南下部队总指挥部。由于国民政府军队集结围剿，南昌起义南下部队于9月30日撤离汕头。大埔会馆作为南昌起义南下部队指挥部的时间仅有七日。

## 建筑
南昌起义南下部队指挥部旧址建筑由大埔旅汕同乡会修建，于1926年筹建，1927年4月建成，是一座典型的潮式骑楼会馆，三层钢筋混凝土结构，总面积达1271平方米。会馆内题有“大埔会馆”四字，由大埔人、广东大学校长邹鲁题写。
之后建筑还曾作为盐务局办公室、学校等用途。1988年11月被汕头市人民政府公布为市级文物保护单位，2008年5月成立汕头市八一南昌起义纪念馆，2010年5月被列入第六批广东省文物保护单位。